# Beppie van den Bogaerde

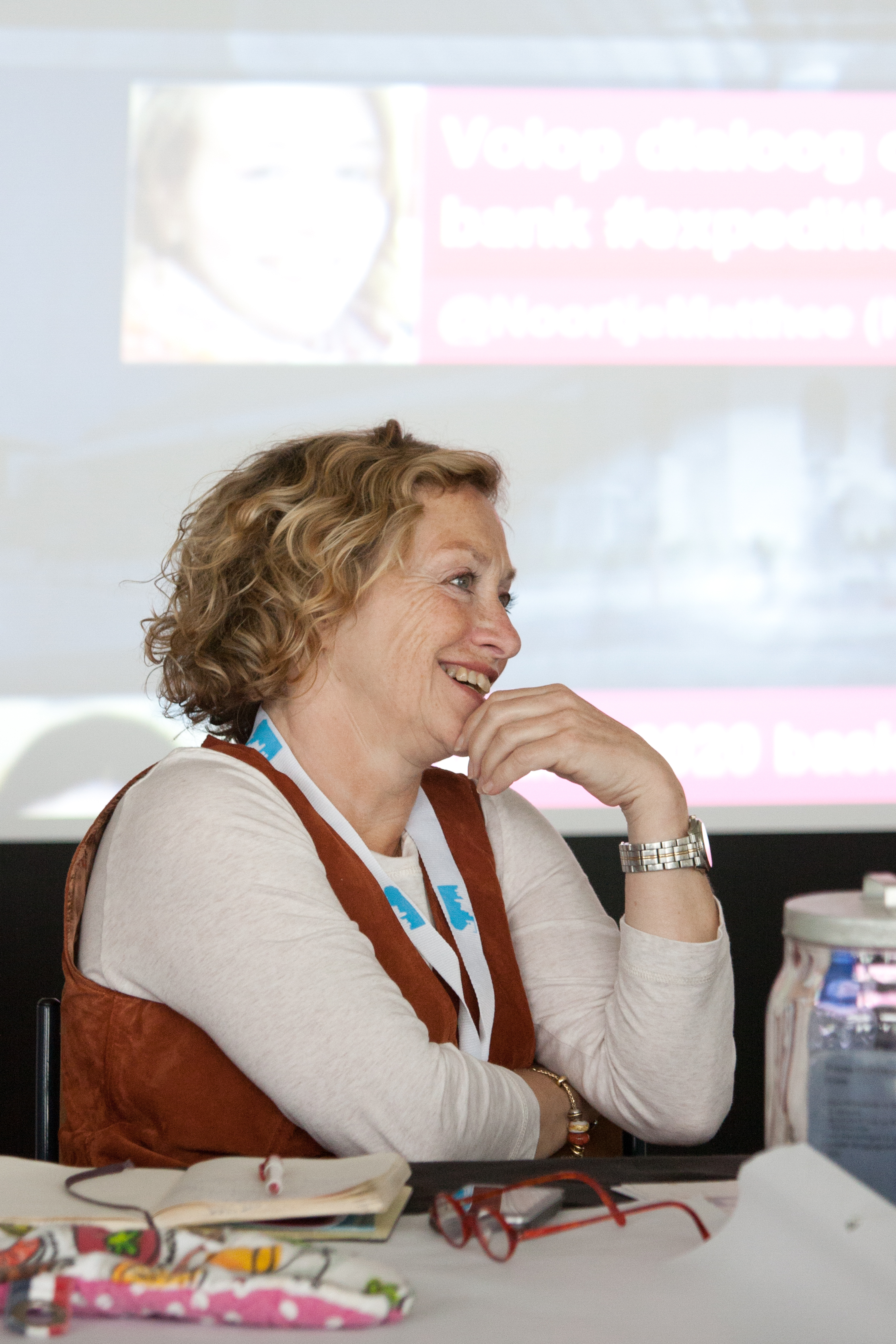
Beppie van den Bogaerde (2012)

Elizabeth Marie (Beppie) van den Bogaerde (* 19. Februar 1953 in Amsterdam) ist emeritierte Professorin für Nederlandse Gebarentaal an der Universiteit van Amsterdam und war von 2007 bis 2019 Dozentin für Deaf Studies an der Fachhochschule Utrecht. Sie ging 2019 in den Ruhestand.

## Biographie
Van den Bogaerde schloss 1973 ihre Ausbildung zur Dolmetscherin/Übersetzerin Englisch-Niederländisch und 1983 ihr Lehramtsstudium im Fach Englisch ab. Später studierte sie Allgemeine Linguistik an der Universiteit van Amsterdam, wo sie 1989 ihren Magisterabschluss und 2000 ihren Doktortitel mit ihrer Dissertation mit dem Titel Input and Interaction in Deaf Families erlangte.
Seit 1997 arbeitet Van den Bogaerde an der Fakultät für Pädagogik der Fachhochschule Utrecht, wo sie den Bachelorstudiengang Lehrer/Dolmetscher NGT und den Masterstudiengang Gehörlosenstudien/Lehrer NGT mitaufbaute, der später in Instituut voor Gebaren, Taal & Dovenstudies umbenannt wurde. Von 2007 bis 2019 war sie Dozentin für Deaf Studies; Ende Oktober 2008 hielt sie ihren öffentlichen Vortrag. Sie leitete eine Forschungsgruppe und koordinierte die Forschung zur Gehörlosenkultur, unterrichtete und übersetzte aus der und in die Nederlandse Gebarentaal (NGT).
Zusätzlich zu ihrer Lehrtätigkeit war Van den Bogaerde vom 1. November 2013 bis Juni 2019 Professorin für Niederländische Gebärdensprache an der Universität Amsterdam. Ihre Antrittsvorlesung fand am 9. Oktober 2014 statt und fasste den Stand der Dinge in Bezug auf NGT zusammen. Es war die erste Rede, die jemals im NGT gehalten wurde. Ihre Forschungsschwerpunkte sind Erst- und Zweitspracherwerb, bimodale Zweisprachige (Personen, die in Laut- und Gebärdensprache zweisprachig sind) und NGT als Zweitsprache.
In Zusammenarbeit mit Forschern aus verschiedenen europäischen Ländern arbeitete Van den Bogaerde zwischen 2012 und 2015 an einem Projekt zur Anpassung des Gemeinsamer Europäischer Referenzrahmen für Gebärdensprachen.